# Nihon Shokken
Nihon Shokken Co., Ltd. ist ein japanisches Unternehmen mit Sitz in Imabari in der Präfektur Ehime. Es wurde 1971 gegründet und ist spezialisiert auf die Herstellung von Saucen- und Gewürzprodukten. In Ehime wird nach wie vor produziert, das Hauptwerk befindet sich mittlerweile in Chiba. 
Nihon Shokken beschäftigt 2800 Mitarbeiter an vier Produktions- und 84 Vertriebstandorten, davon sieben im Ausland (unter anderem Düsseldorf für die Region Europa/Russland). Die Firma erwirtschaftete 2005 einen geschätzten Umsatz von 60 Milliarden Yen (etwa 400 Millionen Euro).